# Eisenoxidrot

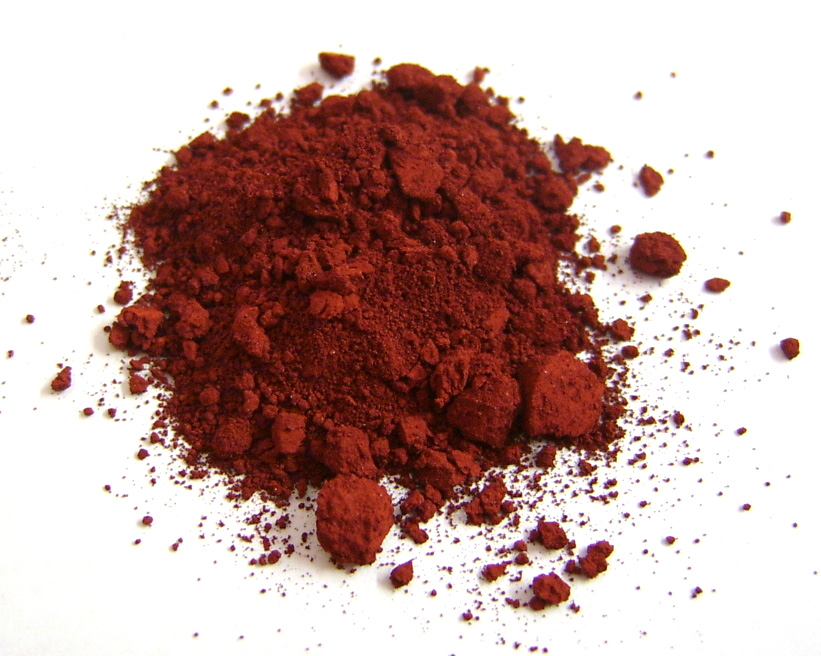
Eisen(III)-oxid, reines Pulver

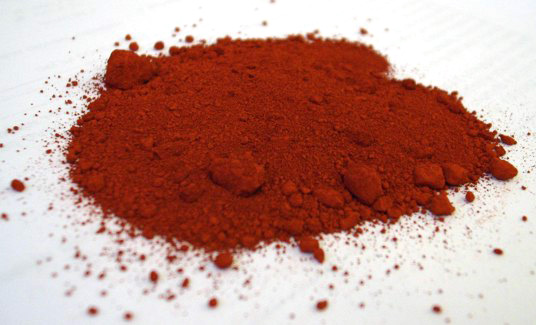
Eisenoxidrot gelbstichig C.I. Pigment Red 101

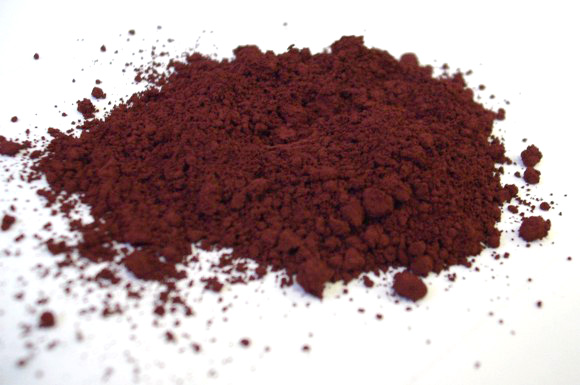
Eisenoxidrot blaustichig
C.I. Pigment Red 101

Eisenoxidrot ist eine Sammelbezeichnung für rote Pigmente, die aus Eisen(III)-oxid (Fe2O3) bestehen. Sie gehören zu den Eisenoxidpigmenten.
Eisenoxidrot ist im Colour Index unter C.I. Pigment Red 101 gelistet. Eisenoxidrot ist gut deckend, preisgünstig, hochwetterecht und zeigt einen typischen trüben Farbton. Je nach Teilchengröße können Eisenoxidrotpigmente gelbstichig (kleine Teilchengröße) bis blaustichig (grobe Teilchen) eingestellt werden.
Zu den zahlreichen Farbnuancen von Eisenoxidrot gehören:
- Eisenmennige (Marsrot, Pariser Rot)
- Englischrot
- Pompejanisch-Rot
- Venezianisch-Rot
- Indisch-Rot
- Caput mortuum
- Falunrot

## Allgemeines
Während die roten Erden natürlich gewonnene Pigmente sind, die meist zu 5 bis 20 % aus Ton- und Silikatmineralien bestehen, bezeichnet Eisenoxidrot teils wesentlich reineres, teils an ein Substrat gebundenes Eisenoxid.
Falunrot, Faluröd oder Schwedenrot ist eine in Schweden verbreitete Farbe in Eisenoxidrot, die traditionell auf Holzfassaden verwendet wird.

## Herstellungsverfahren
Die Herstellung von Eisenoxidrot erfolgt durch Rösten (Entschwefeln) natürlicher Erze, Brennen von Eisenoxidgelb oder Fällung (synthetische Herstellung).
Die synthetische Herstellung erfolgt nach dem Laux-Prozess, benannt nach dem Chemiker Julius Laux, oder durch das Penniman-Verfahren, benannt nach dem US-amerikanischen Erfinder. Das Eisenoxidrot wird durch anschließendes Glühen der Eisenoxidpigmente bei 700 bis 800 °C unter Sauerstoffzufuhr gewonnen.